# Pismo tanguckie

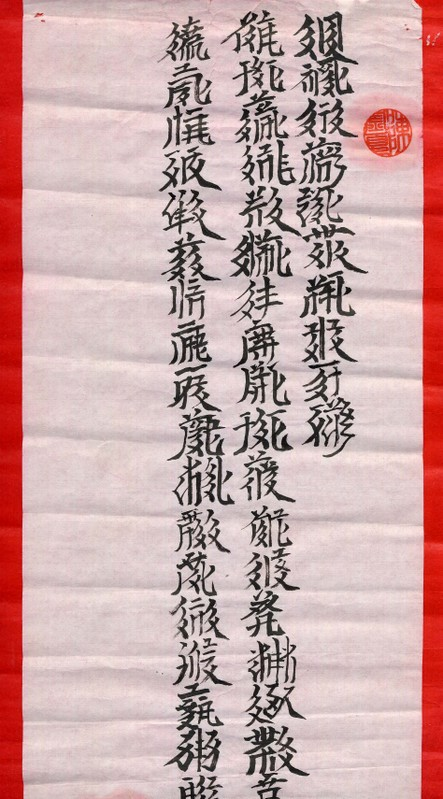
Próbka pisma tanguckiego

Pismo tanguckie lub pismo Xixia (chiń. 西夏文) – pismo używane w tanguckim państwie Zachodniego Xia między XI a XVI wiekiem. 
Stworzono je na rozkaz władcy tanguckiego, Jingzonga, w 1037 roku, na bazie pisma chińskiego oraz pisma Kitanów do zapisu języka tanguckiego.
Po najeździe mongolskim w 1227 roku większość Tangutów została wymordowana, jednak ich pismo pozostało w użyciu jeszcze przez dłuższy czas, ostatnia znana inskrypcja pochodzi z roku 1502.
Znaczenie pisma zostało rozszyfrowane dzięki słownikowi chińsko-tanguckiemu z XII wieku. Ze względu na to, że język tangucki jest od dawna wymarły, lekcja znaków pisma Xixia pozostaje nieznana. 
Pismo tanguckie składało się z 6,6 tys. znaków, w większości piktofonogramów, opartych na lekcji tanguckiej.

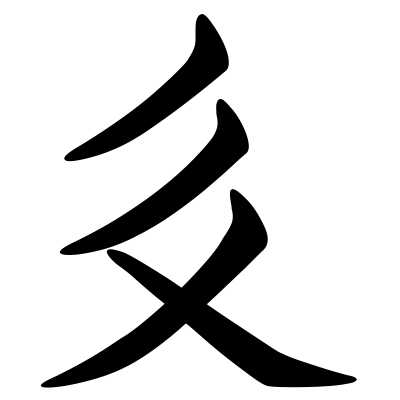
Znak „człowiek”
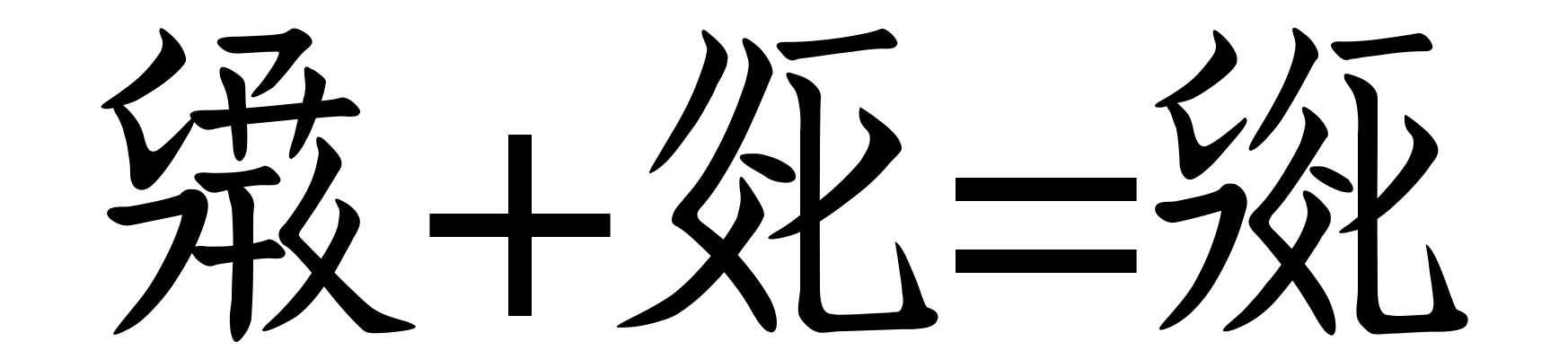
Tworzenie znaczeń: znak woda+ziemia=błoto
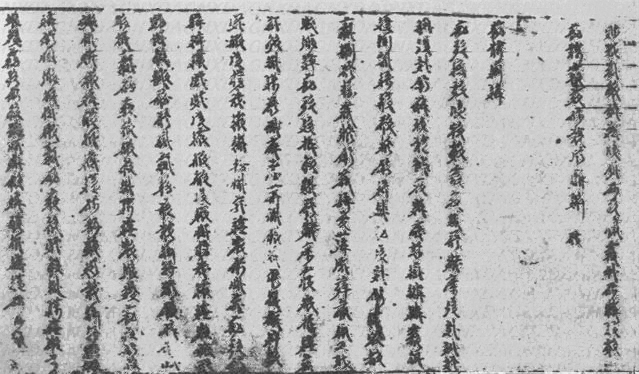
Sztuka wojenna Sun Zi zapisana pismem tanguckim